# Neanura ornata
Neanura ornata är en urinsektsart som beskrevs av James P. Folsom 1902. Neanura ornata ingår i släktet Neanura och familjen Neanuridae. Inga underarter finns listade i Catalogue of Life.